# Bonte krokus
De bonte krokus (Crocus vernus) is een bolgewas uit de lissenfamilie (Iridaceae). De wilde plant komt voor in de gebergten van Midden- en Zuid-Europa en groeit daar op allerlei grazige plaatsen. In de grond zit een stengelknol met vlezige schubben. In het voorjaar verschijnen tegelijkertijd bladeren en bloemen uit een witachtige schede.
- Crocus vernus (L.) Hill subsp. albiflorus (Kit.) Asch. & Graebn., uit de mesofiele, West- en Mid-Europese alpenweiden, heeft een witte bloem met een paarse buis
- Crocus vernus (L.) Hill subsp. vernus, uit de mesofiele, Mid- en Zuidoost-Europese subalpiene hooiweiden, heeft een grotere, paarse bloem.

## Beschrijving
De bonte krokus bloeit van februari tot juni, naargelang de hoogte.
De bloem, die wit met een paarse buis (Crocus vernus subsp. albiflorus) of paars (Crocus vernus subsp. vernus) is, wordt door bijen en hommels bestoven. De zes bloemdekbladen zijn eirond of enigszins langwerpig en hebben een stompe top. Er zijn drie meeldraden en gekroesde, oranje stempels. Het vruchtbeginsel zit onder de grond.
De meestal drie bladeren zijn kaal en hebben een lengte van circa 4 cm. Ze hebben een overlangse witte streep.
De plant vormt een doosvrucht, die eerst ondergronds zit, maar later in het seizoen boven de grond uit komt en barachore zaden voortbrengt.

## Grootbloemige cultivars
De grootbloemige krokussen met witte, paarse of gestreepte bloemen ('Pickwick') zijn afgeleid uit selecties van Crocus vernus subsp. vernus. De Hollandse gele krokus is een steriele triploïde, afgeleid uit de Zuidoost-Europese Crocus flavus (vermoedelijk een kruising van deze soort met Crocus angustifolius).

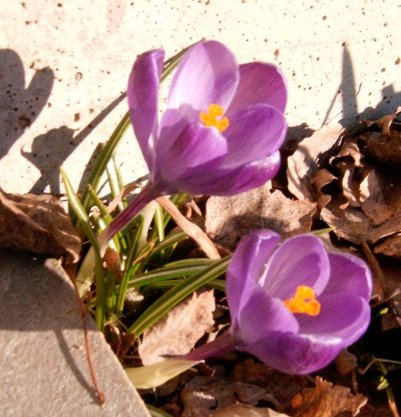
Cultivar met paarse bloem
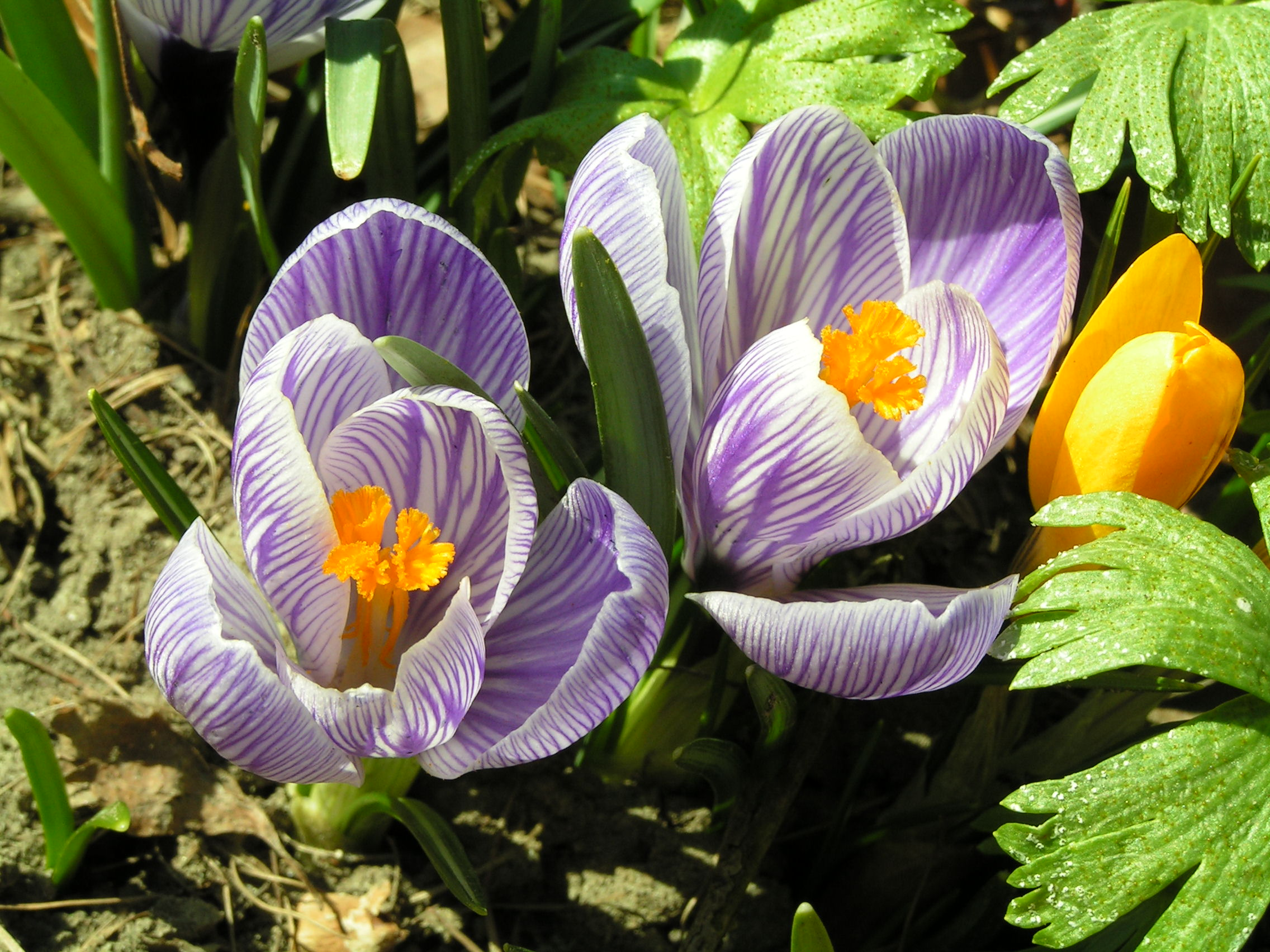
Gestreepte cultivar
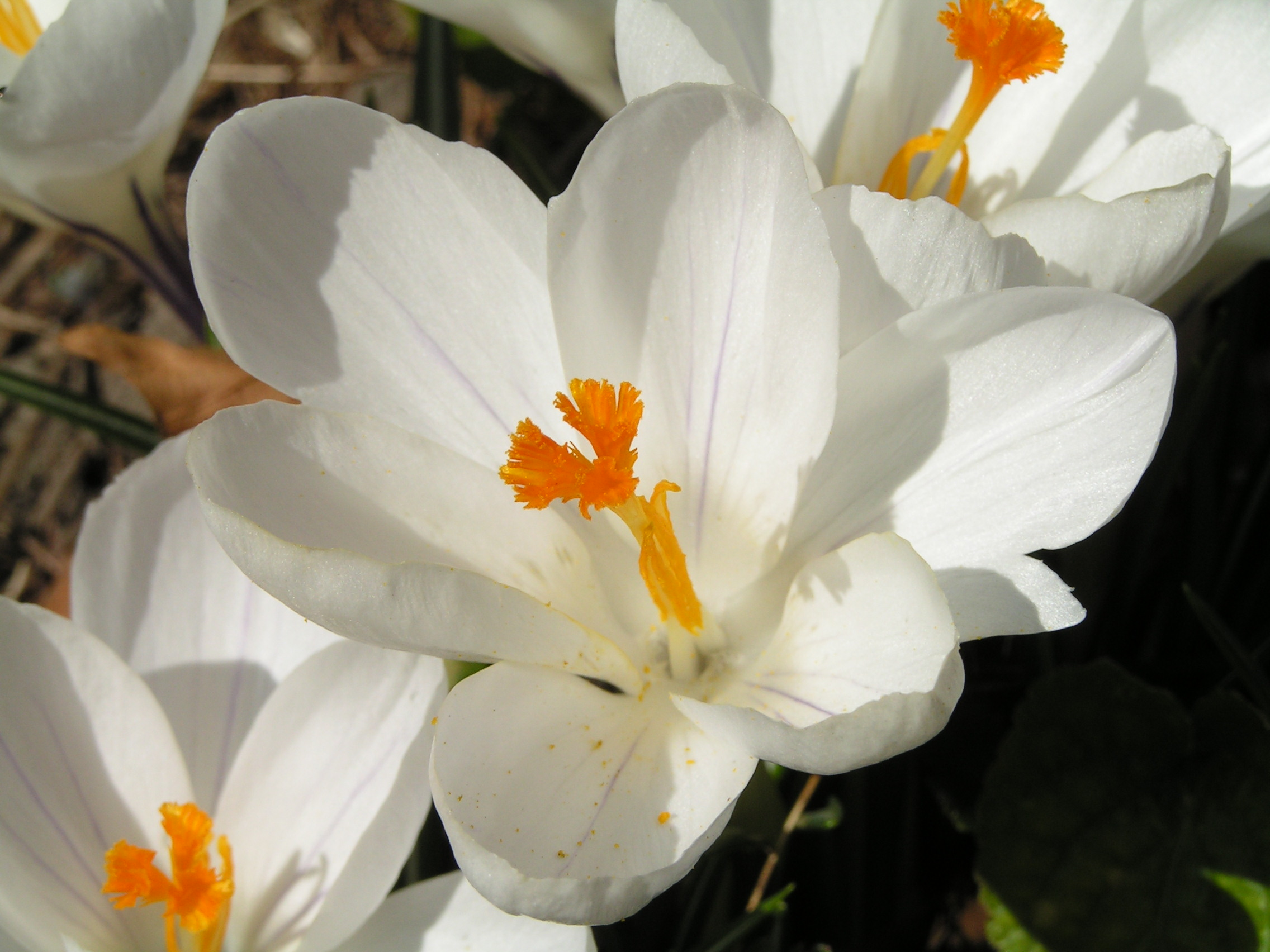
Cultivar met witte bloem
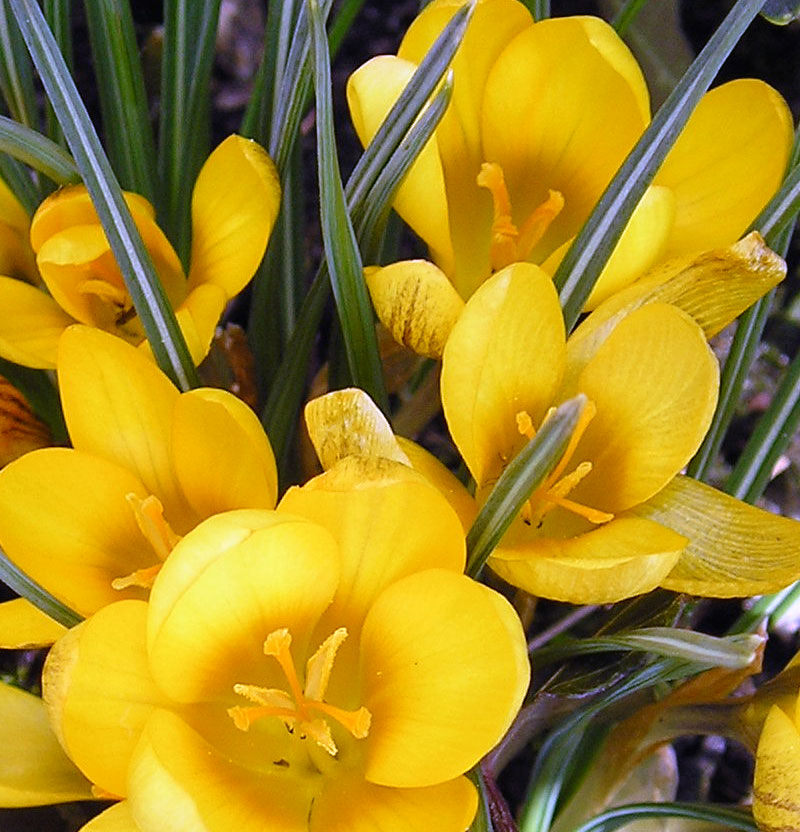
Hollandse gele krokus

## Synoniemen
- Synoniemen van Crocus vernus subsp. albiflorus zijn: Crocus albiflorus Kit, Crocus pygmaeus Lojac., etc.
- Synoniemen van Crocus vernus subsp. vernus zijn: Crocus heuffelianus Herb., Crocus napolitanus Mord. Laun. & Loisel., Crocus scepusiensis (Rehm. & Woł.) Borbás, etc.

## Afbeeldingen

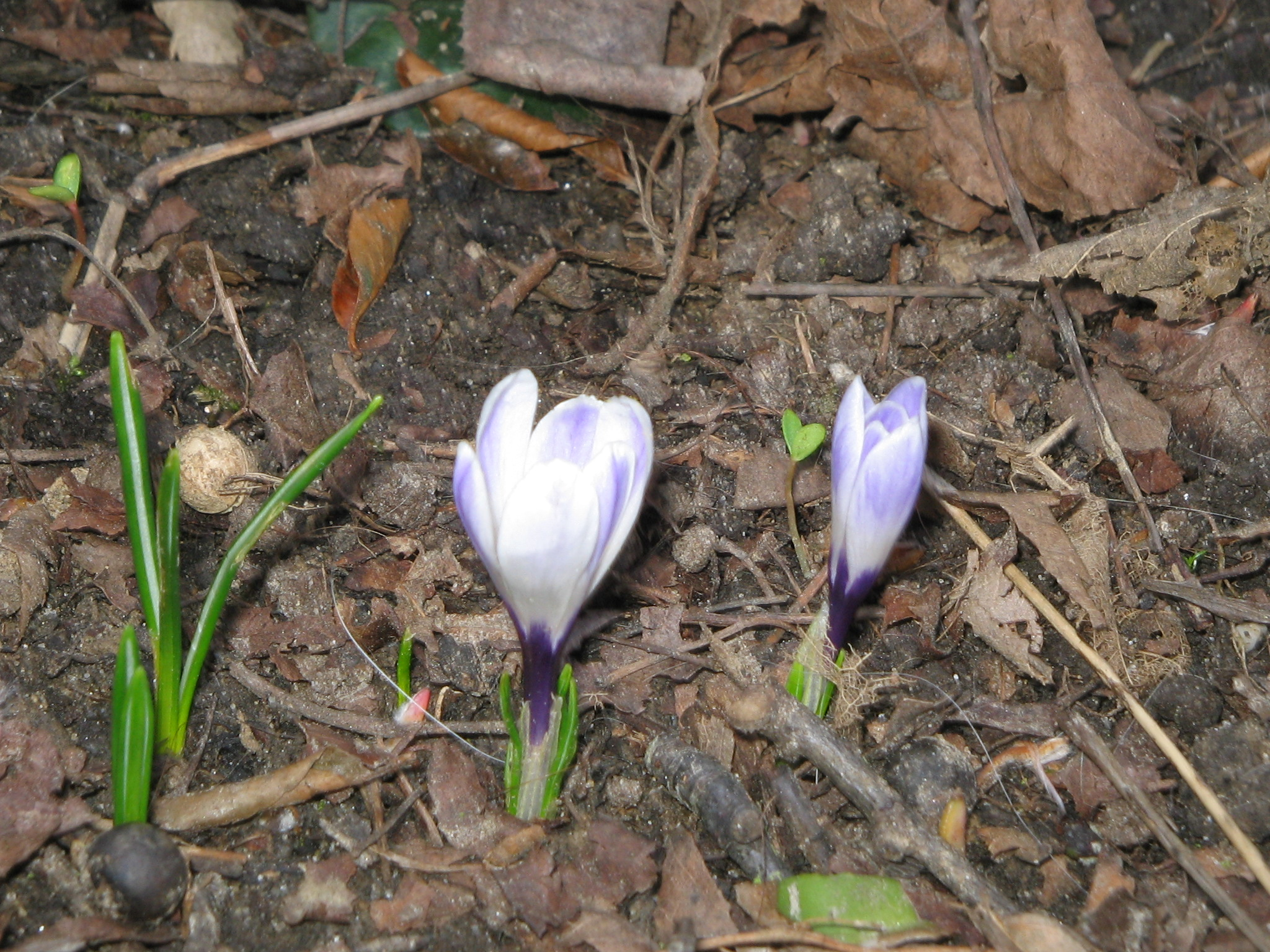
Crocus vernus subsp. albiflorus in een "collector's" tuin
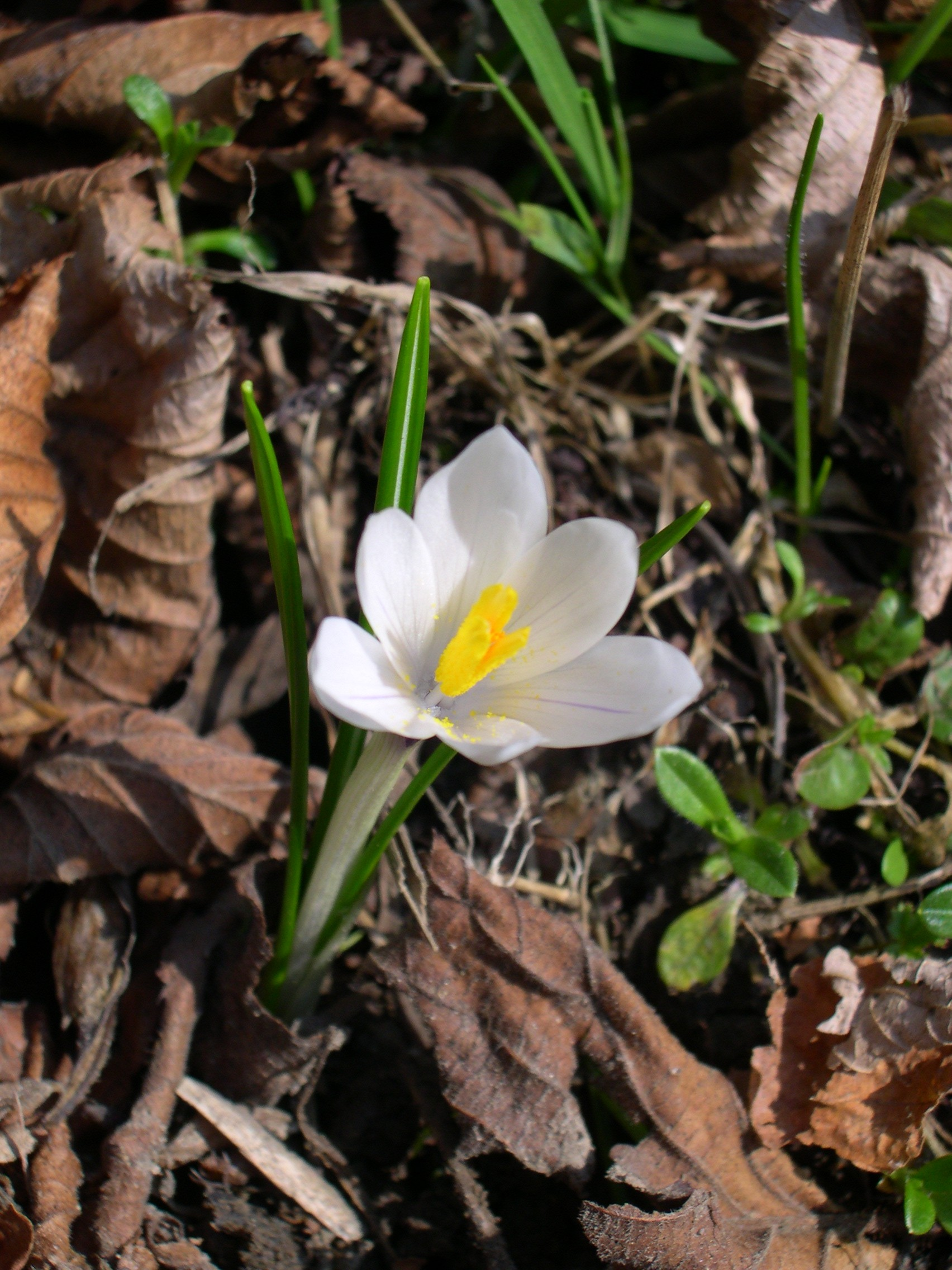
Close-up van Crocus vernus subsp. albiflorus
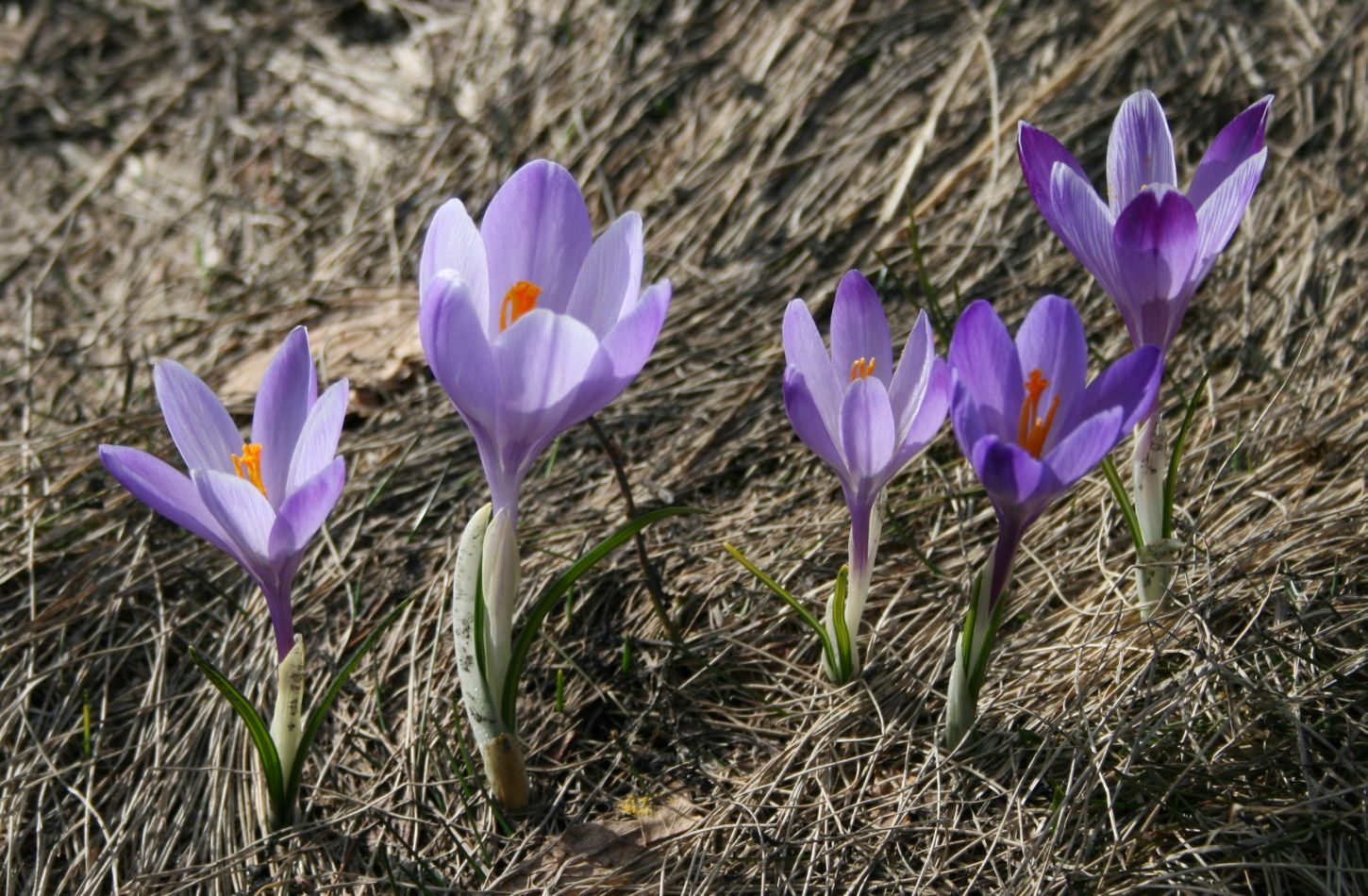
Crocus vernus subsp. vernus in de Apennijnen
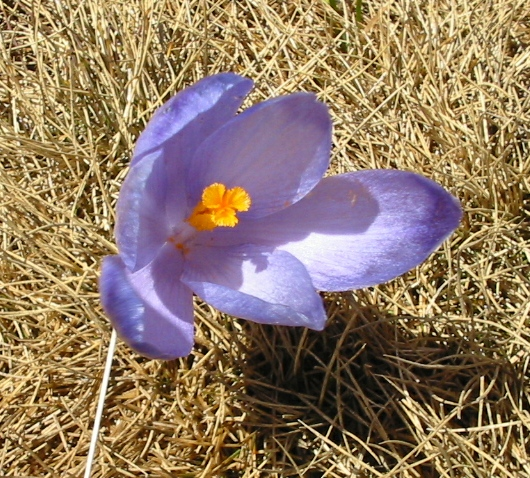
Close-up van Crocus vernus subsp. vernus
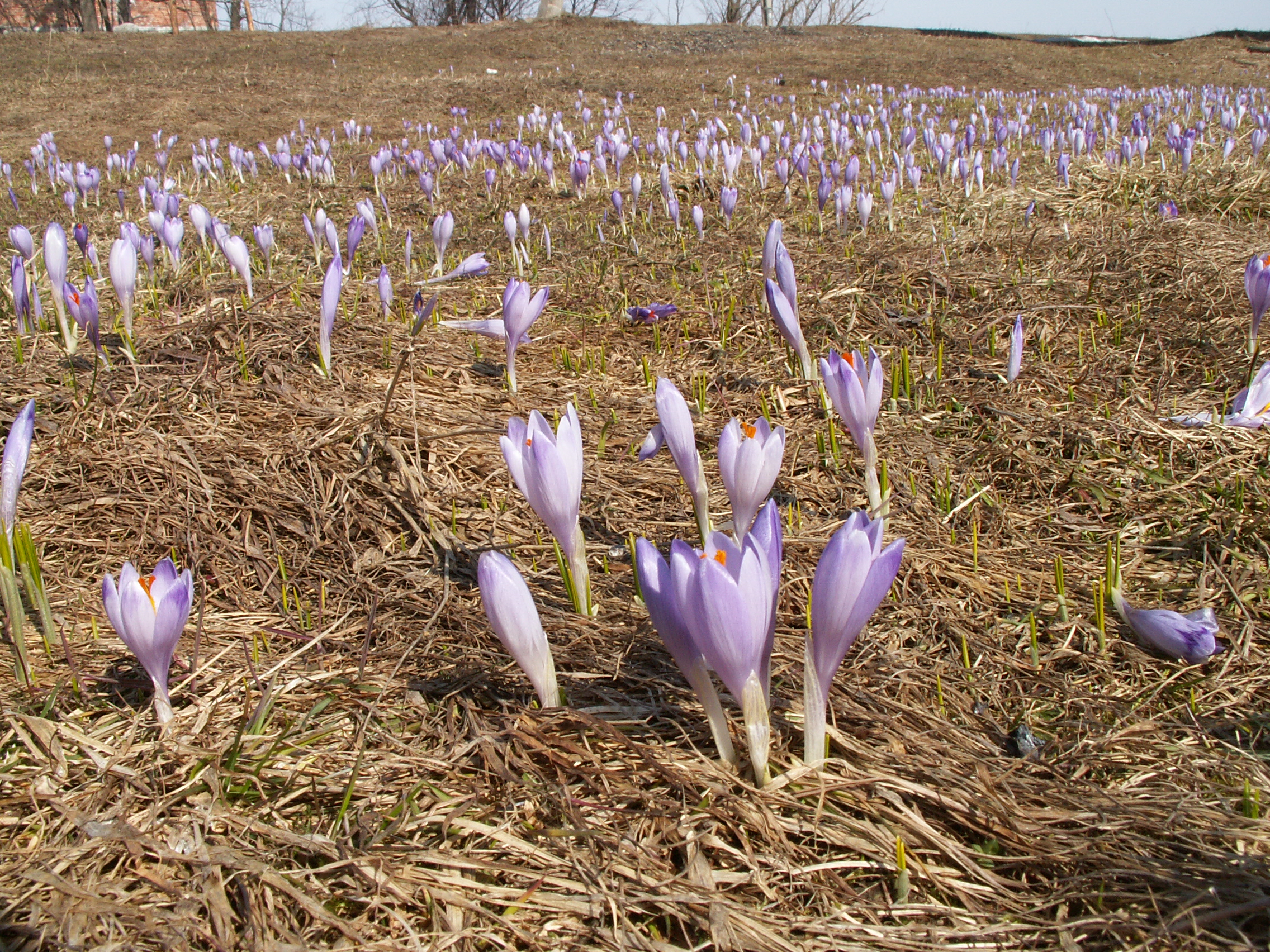
Alpenweide met Crocus vernus subsp. vernus